# Bézues-Bajon
Bézues-Bajon är en kommun i departementet Gers i regionen Occitanien i sydvästra Frankrike. Kommunen ligger i kantonen Masseube som tillhör arrondissementet Mirande. År 2022 hade Bézues-Bajon 185 invånare.

## Befolkningsutveckling
Antalet invånare i kommunen Bézues-Bajon
Referens:INSEE